# رو دوشیزه
رو دوشیزه یک ستاره است که در صورت فلکی دوشیزه قرار دارد.